# ブリッジ・ロード
ブリッジ・ロード（Bridge Road, スポンサー名を冠する場合はGlassworld Stadium）は、イングランド, ケンブリッジシャーインピントン(en)にあるサッカースタジアム。 ヒストンFCのホームスタジアムとなっている。

## 入場者数

### 平均入場者数
- 2010-2011:
- 2009-2010: 849 (カンファレンス・ナショナル)
- 2008-2009: 1,120 (カンファレンス・ナショナル)
- 2007-2008: 1,063 (カンファレンス・ナショナル)
- 2006-2007: 790 (カンファレンス・サウス)
- 2005-2006: 588 (カンファレンス・サウス)

### 最多入場者数
- 4,103 (FAカップ 2回戦) v リーズ, - 2008.11.30